# Maurus Aloys Harter
 Maurus Aloys Harter (* 4. April 1777 in Aichach, Rentamt München, Kurfürstentum Bayern; † 12. August 1852 in München, Königreich Bayern) war ein deutscher Bibliothekar und Benediktiner.

## Leben
Harter war Sohn eines Schneiders. Er erlernte zunächst das Schneiderhandwerk und war in diesem Beruf tätig, bevor er ab 1790 durch einen Pfarrer auf eine höhere Ausbildung vorbereitet wurde. Nachdem er in Augsburg eine höhere Bildungsanstalt durchlaufen hatte, wurde er 1796 in die Benediktinerabtei Scheyern aufgenommen. Bis 1797 absolvierte er das Noviziat unter Ägidius Jais, mit dem ihn zeitlebens ein freundschaftliches Verhältnis verband, im Kloster Rott. Am 13. Mai 1798 legte er die Ordensgelübde ab und wurde mit dem Ordensnamen Maurus in den Benediktinerorden aufgenommen. Nachdem er die notwendigen theologischen Studien durchlaufen hatte, wurde er am 26. April 1801 zum Priester geweiht. Im Kloster Scheyern war er anschließend als Bibliothekar tätig. Nachfolgend ordnete er die Klosterbibliothek nach den geltenden Regeln.
Harter wurde 1803, nach dem das Kloster aufgrund der Säkularisation aufgehoben wurde, als Bibliothekar an der Universität Landshut angestellt. Dort absolvierte er weitere Studien und wurde unter Johann Christian Siebenkees schließlich zweiter Universitätsbibliothekar. 1816 wurde er an der Universität Landshut zum Dr. phil. promoviert. Als 1826 die Universität nach München verlegt wurde, stieg er zum Bibliothekar der Münchner Universitätsbibliothek auf. Er baute die Universitätsbibliothek in München neu auf und wurde 1849 auf eigenen Wunsch in den Ruhestand versetzt.
Harters Autographensammlung ging an den Historischen Verein von Oberbayern.

## Werke (Auswahl)
- Anmerkungen zu Joseph Oeggls: Catalogus manuscriptorum bibliothecae universitatis Ingolstadiensis, München 1785–1800.
- Joann. Frid. Gronovii Epistolae XXXVII ad filium suum Iacobum nondum editae, Thomann, Landshut 1835.
- Epistolae triginta septem ad filium suum Jacobum nondum editae, Thomann, Landshut 1835.